# Wolfgang Moritz von Prittwitz

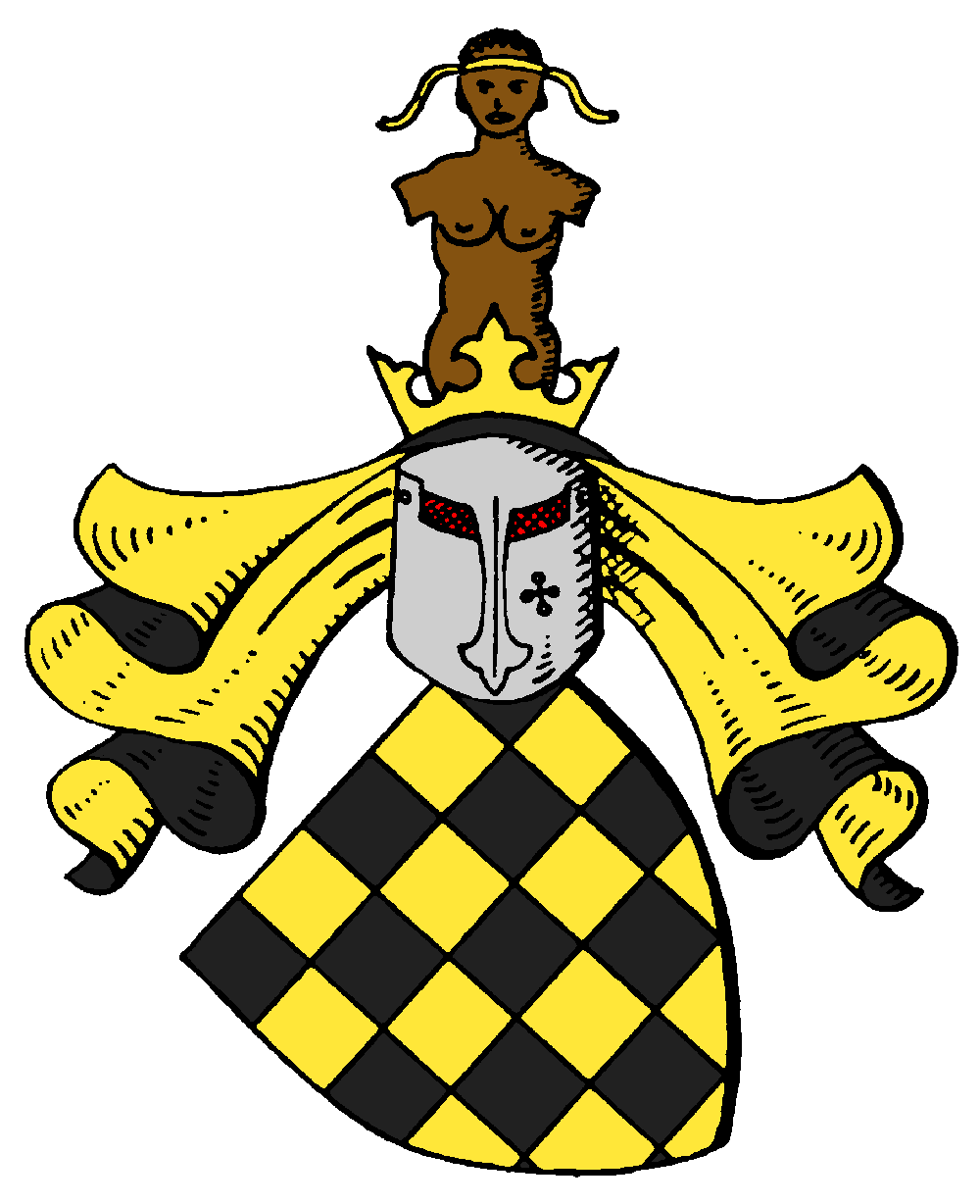
Das Wappen der Familie von Prittwitz und Gaffron

Wolfgang Moritz von Prittwitz (* 8. Juli 1731 auf Gut Polnisch Ellguth, Landkreis Oels; † 27. Juli 1812 in Lüben) war ein preußischer Generalleutnant.

## Leben

### Herkunft
Er entstammte dem alten, sehr weit verzweigten schlesischen Adelsgeschlecht von Prittwitz und war der Sohn des herzoglich Württembergisch-Oelsnischen Landrats Balthasar Moritz von Prittwitz (1695–1764), Gutsherr auf Polnisch Ellguth, und dessen zweiten Ehefrau Helene Charlotte, geborene von Siegroth (1710–1784).

### Militärkarriere
Prittwitz trat 1747 als Estandartenjunker in das Kürassierregiment „von Rochow“ der Preußischen Armee ein. Zunächst als Kornett, später als Sekondeleutnant nahm er 1756/63 während des Siebenjährigen Krieges an den Schlachten bei Lobositz, Prag, Kolin, Roßbach, Leuthen, Zorndorf, Liegnitz und Torgau sowie den Belagerungen von Prag, Breslau, Dresden und Schweidnitz teil. Bis Juli 1774 avancierte Prittwitz zum Major. Nach dem Bayerischen Erbfolgekrieg stieg er am 25. Juli 1784 zum Regimentskommandeur auf. In dieser Eigenschaft wurde Prittwitz im September 1784 Oberstleutnant und im Mai 1787 Oberst. Nebenbei betätigte er sich ehrenamtlich als Präses der evangelischen Kirchen- und Schulbehörden. Anlässlich einer Revue verlieh ihm König Friedrich Wilhelm II. am 11. September 1787 den Orden Pour le Mérite.
Im Mai 1792 wurde Prittwitz zum Generalmajor befördert und kurz darauf zum Chef des Dragonerregiments „von Gilsa“ ernannt. Dieses führte er 1794/95 während des Feldzuges in Polen in den Gefechten bei Petrikau und Rawa. Im Januar 1797 gab er sein Regiment an Hans von Strantz ab und erhielt dafür vom König das Dragonerregiment „von Schmettau“ in Lüben. Am 21. Mai 1798 wurde Prittwitz Generalleutnant und zwei Jahre später mit dem Roten Adlerorden I. Klasse ausgezeichnet.
Bei Ausbruch des Krieges von 1806/07 wurde er Führer einer preußisch-sächsisch gemischten Reservedivision im Korps des Fürsten Hohenlohe. Zu diesem aus 8.000 Soldaten und 24 Geschützen bestehenden Korps gehörten auch fünf Eskadronen seines Dragonerregiments. Wegen „Kränklichkeit und Altersschwäche“ – Prittwitz war immerhin schon 75 Jahre alt – musste er allerdings bald wieder in die Garnison zurück. Nach dem Frieden von Tilsit wurde er inaktiv mit halbem Gehalt.

### Familie
Er heiratete am 5. Februar 1765 in Strehlen Margarethe Johanna Freiin von Schlichting (* 7. März 1738 auf Gut Kunow, Kreis Crossen; † 28. Juni 1811 in Lüben), die Tochter des preußischen Majors, Landrats und Gutsbesitzers Alexander Freiherr von Schlichting, Gutsherr auf Gut Kunow, und der Eva Beate von Maxen. Das Paar hatte folgende Kinder:
- Charlotte Johanne (* 18. Februar 1766; † 29. April 1842) ⚭ Carl Ulrich Delof Graf zu Solms-Sonnenwalde (* 15. Oktober 1761; † 25. Dezember 1835), Rittmeister
- Moritz Wolfgang (* 24. September 1770; † 22. August 1842), Rittmeister, Kammerherr, Landesältester sowie Ritter des Johanniterordens ⚭ Caroline Aloysia Freiin Henn von Henneberg (* 19. Juni 1770; † 2. Juni 1817) verwitwete von Donat
- Amalie Beate Helene (1772–1841) ⚭ Friedrich Wilhelm Graf von Schmettau, Kammerherr